# Medicorophium longisetosum
Medicorophium longisetosum is een vlokreeftensoort uit de familie van de Corophiidae. De wetenschappelijke naam van de soort is voor het eerst geldig gepubliceerd in 2010 door Myers, De-La-Ossa-Carretero & Dauvin.